# 櫻井智
櫻井智（日语：／ Sakurai Tomo，1971年9月10日—2025年8月13日），日本女性配音員、舞台演員、前歌手、前偶像藝人。出身於千葉縣市川市行德。身高159.6cm。AB型血。

## 簡介
本名八田 友江（はった ともえ）。舊藝名桜井智（將日本新字體的「桜」換成舊字體的「櫻」）。日出女子學園高等學校畢業。從事配音之前，她曾是一名偶像歌手（也是偶像組合「檸檬天使」其中一員）。
現在是feathered所屬，以前經歷朝倉薰劇團、ELLE STAFF PROMOTION （页面存档备份，存于）（2008年3月31日為止）、I'm Enterprise。

## 生平
櫻井智作為四姐妹的末子出生。1987年，當時16歲的櫻井智以KISS賽車隊所屬的賽車女郎出現。同年與繪本美希、島繪里香組成了偶像組合「檸檬天使」。並在衍生同名動畫《子夜動畫 檸檬天使》中演出，作為組合的代表歌曲是「第一級戀愛罪」（英國流行樂隊芭娜娜拉瑪的翻唱歌曲），櫻井智是組合的主唱，其代表歌曲是「黃昏的孤獨」。偶像組合時期，因為和所謂的“偶像寒冬時代（或“偶像冰河時代”）重疊，她幾乎沒有在電視上音樂節目出現，但她大膽的服裝和舞蹈卻得到被稱為「相機小子」的人吸引和支持。
1990年在組合解散後。1991年，以舞台劇《長腿叔叔》飾演茱蒂·亞伯特作為舞台演員出道，次年1992年在《小婦人》中飾演貝絲，並在全國39場進行公演，成為朝倉薰劇團的看板女優。
1993年，櫻井智作為偶像藝人，以PC遊戲《誕生 ～Debut～》的搭檔組合「Sabrina」的成員之一發行了形象歌曲CD。
同年，在電視動畫《侏羅紀足球傳說》正式以聲優的身份出道。次年1994年，在《超時空要塞7》中出演女主角米蓮·吉納斯，與飾演林明美的飯島真理產生深交，也翻唱了飯島的超時空要塞主題曲「愛，還記得嗎？」。1995年，以《怪盜Saint Tail》第一次獲得主演並改編成舞台劇，進行全國30場公開演出。此後也在雜誌、廣播、電視、舞台活動中開始建立了一個「偶像聲優」時代。每年定期的情人節活動的動態都會在體育報紙的娛樂版上發布，並附上照片。
2003年8月8日，於《超級機器人大戰D》擔任廣告旁白重返配音業界。
2004年11月25日，受自己所屬的朝倉薰劇團的事業合作委託加入I'm Enterprise。2008年3月31日，與朝倉薰劇團解約並退出I'm Enterprise。2009年4月1日成為I'm Enterprise正式所屬。2014年11月30日契約到期，再次成為自由身。
2016年9月1日，在官方部落格發表因自覺發聲困難而決定引退的消息。
2019年5月31日，官方Twitter、Instagram開設，並宣布恢復演藝活動。
2022年6月24日，宣布加入事務所feathered發表。
2025年8月16日，官方X（前Twitter）发布消息指因多器官癌症病情恶化于8月4日紧急入院，最後於8月13日病逝，享年53歲。同時，其所屬事務所feathered官網發布消息稱，櫻井智於2023年8月時被醫師診斷出罹患胰臟癌，並宣告壽命僅剩下1年，後於8月4日由於病情惡化被緊急送往醫院。

## 繼任
2016年引退後，配音員接任作品如下。2019年復出後，是否回歸各個角色目前尚未公佈。
| 繼任       | 角色名      | 概要作品        | 繼任初次擔當作品                  |
| ---------- | ----------- | --------------- | --------------------------------- |
| 平野綾     | 米蓮·吉納斯 | 《超時空要塞7》 | 《唱吧！超時空要塞手機DeCulture》 |
| 井上喜久子 | 日輪        | 《銀魂》        | 《銀魂. 銀之魂篇》                |

## 演出
粗體字表示主要角色。

### 電視動畫
1987年
- 子夜動畫 檸檬天使（日语：レモンエンジェル (アイドルグループ)）（智〈櫻井智〉）

1993年
- 侏羅紀足球傳說（日语：ドラゴンリーグ）（威納公主）

1994年
- 小紅帽恰恰（瑪琳）
- 超時空要塞7（米蓮·吉納斯）

1995年
- 神秘的世界（雪拉·雪拉）
- 怪盜Saint Tail（羽丘芽美／怪盗聖少女[19]）
- 熊之噗太郎（日语：クマのプー太郎）（超美人）

1996年
- 奧運高手（折笠麗子）
- 浪客劍心（卷町操）

1998年
- 異次元的世界（雪拉·雪拉）
- 超級娃娃戰士★莉卡（小香娃娃）

2005年
- 灼眼的夏娜（2005年－2011年，坂井千草）3系列
- 神奇寶貝超世代（基米）
- 舞-乙HiME（蕾娜·賽亞斯）

2006年
- 遊☆戲☆王 怪獸之決鬥GX（齋王美壽知）

2007年
- 偶像大師 XENOGLOSSIA（三浦梓[20]）
- 大江戶火箭（藍女）
- 殭屍借貸（橘思徒的母親（橘千鶴〉）
- 神奇寶貝鑽石&珍珠（2007年－2010年，竹蘭）
- 名偵探柯南（2007年－2010年，小倉朔子、早織、名取深汐）

2008年
- 破天荒遊戲（簡福普的妻子）

2009年
- 銀魂（2009年－2015年，日輪〈初代〉）3系列
- 哆啦A夢 (水田山葵版)（羅布魯）
- Phantom ～Requiem for the Phantom～（藤枝美緒的母親）
- 卡片鬥士翔（布拉格、華玲子）

2010年
- 只有神知道的世界（飛鳥空）

2012年
- 翡翠森林狼與羊 ～秘密的朋友～（母燕）
- 黑魔女學園（巧克力的媽媽）
- 神奇寶貝超級願望 Season 2（竹蘭）

2015年
- 潮與虎（義龍兄妹的母親）
- 蒼穹之戰神 EXODUS（阿妮拉·歐羅溫特·戈希）

2016年
- 甲鐵城的卡巴內里（無名的母親）
- 名偵探柯南 柯南與海老藏 歌舞伎十八番推理（日语：名探偵コナン コナンと海老蔵 歌舞伎十八番ミステリー）（潮路由香里）

2019年
- 進擊的巨人 Season 3（古利夏的母親）

2020年
- 寶可夢 旅途（吉野）
- 更多！怪傑佐羅力（奇基奇塔媽媽）

2021年
- 進擊的巨人 The Final Season（吉克的祖母）
- 通靈王 (2021年版)（小山田圭子）
- 寶可夢 旅途（竹蘭[21]）

2023年
- 進擊的巨人 The Final Season 完結篇（吉克的祖母）
- 我們的雨色協議（遊戲廣播）

2024年
- 老夫老妻重返青春（楓[22]）

### 電影動畫
1994年
- 餓狼傳說 -THE MOTION PICTURE-（日语：餓狼伝説 -THE MOTION PICTURE-）（斯利亞）

1995年
- 超時空要塞7：銀河在呼喚我！（米蓮·吉納斯）

1999年
- 超級娃娃戰士★莉卡：麗佳絕體絕命！奇蹟的娃娃騎士（小香娃娃）

2007年
- 劇場版 灼眼的夏娜（坂井千草）

2009年
- 哆啦A夢：新·大雄的宇宙開拓史（羅布爾[23]）

2011年
- 蠟筆小新：黃金間諜大作戰（萊姆）

2012年
- 超時空要塞FB7：銀河流魂 聽我唱歌吧！（米蓮·吉納斯）

2015年
- 劇場版 妖怪手錶：閻魔大王與五個故事喵！（有馬優人的母親）

2019年
- 甲鐵城的卡巴內里 海門決戰（海門衆[24]、無名的母親）

### OVA
1988年
- ProjectA子3 灰姑娘狂想曲（智〈櫻井智〉）

1995年
- 小紅帽恰恰（1995年 - 1996年、瑪妮）
- 神秘的世界（雪拉·雪拉）
- YAMATO2520（瑪西·西瑪）

1996年
- 冷面天使（小磯良子）
- 銀河女戰士 -THE REVOLUTION-（日语：ガルフォース・ザ・レボリューション）（1996年 - 1997年、パティ）
- 魔靈公主（紗羅）
- 超人學園（日语：超人学園ゴウカイザー）（孫華鈴）

1997年
- 神秘的世界2（雪拉·雪拉）
- 超時空要塞 Dynamite 7（米蓮·吉納斯）
- 出雲傳奇（日语：八雲立つ）（布椎寧子）

1998年
- 火聖旅團 DNA Sights 999.9（日语：火聖旅団 ダナサイト999.9）（有紀玲）

2005年
- 我永遠的聖誕老人（諾埃爾老師）

2009年
- 灼眼的夏娜S（坂井千草）

2011年
- 浪客劍心 新京都篇（卷町操）[注 2]

2012年
- Holy Knight 神聖騎士（日语：Holy Knight）（莉莉絲的母親）

2016年
- 銀魂° 愛染香篇（日輪）[注 3]

2019年
- 蒼穹之戰神 THE BEYOND（2019年 - 2020年、阿妮拉·歐羅溫特·戈希）

### 網路動畫
- 精靈寶可夢 被稱為神的阿爾宙斯（2022年，竹蘭）

### 遊戲
1995年
- animefreakFX（日语：アニメフリークFX） Vol.1—Vol.3（1995年—1996年，飯糰智）3作品
- 侍魂 斬紅郎無雙劍（莉姆露露（日语：リムルル）[25]）
- 超人學園鋼帝王（日语：超人学園ゴウカイザー）（孫華鈴[26]）
- DRAGON MASTER Silk 2（日语：ドラゴンマスターシルク）（斯魯克）

1996年
- 小紅帽恰恰 ～麻煩的！恐慌競賽！～（瑪琳）
- 神秘的世界（雪拉·雪拉）
- NOëL NOT DiGITAL（日语：NOëL）（清水代步）

1997年
- 天外魔境 第四默示錄（夢見）
- 超時空要塞 數位任務 VF-X（日语：マクロス デジタルミッション VF-X）（葵石蕗）
- 女神天國II（露露貝爾）

1998年
- 可愛賽車對抗賽（莉莉）
- NOëL3（日语：NOëL）（1998年－1999年，清水代步）2作品
- 巫紗的魔法物語（日语：ミサの魔法物語）（神原巫紗）
- 歐亞快車謀殺案（日语：ユーラシアエクスプレス殺人事件）（小比木玲子）

1999年
- Cybernetic EMPIRE（尼娜·列別傑娃）

2000年
- Dog of BAY（リリアン）

2003年
- 超時空要塞（日语：マクロスシリーズ (ゲーム)#超時空要塞マクロス (PlayStation 2)）（艾瑪·格蘭傑）

2005年
- 第3次超級機械人大戰α 終焉之銀河（米蓮·吉納斯）

2006年
- 灼眼的夏娜（井千草）
- 舞-乙HiME 乙女舞鬥史!!（蕾娜·賽亞斯）
- 浪客劍心 炎上！京都輪迴（卷町操）
- 天外魔境 第四默示錄（夢見）

2007年
- 遊☆戲☆王 怪獸之決鬥GX 雙重戰力2（日语：遊☆戯☆王デュエルモンスターズGX タッグフォース2）（齋王美寿知）

2008年
- 超時空要塞 邊疆王牌（日语：マクロスエースフロンティア）（米蓮·吉納斯）
- 遊☆戲☆王 怪獸之決鬥GX 雙重戰力3（日语：遊☆戯☆王デュエルモンスターズGX タッグフォース3）（齋王美壽知）

2009年
- 超時空要塞 終極邊疆（日语：マクロスアルティメットフロンティア）（米蓮·吉納斯）

2011年
- 光明騎士4 Over Reloaded（日语：グローランサーIV）（潘蜜拉）
- 超時空要塞 三角邊疆（日语：マクロストライアングルフロンティア）（米蓮·吉納斯）
- 浪客劍心－明治劍客浪漫譚－ 再閃 / 完醒（2011年 - 2012年、卷町操） - 2作品

2012年
- 櫻花戰獄 攜帶版（日语：桜花センゴク!）（真田信幸）
- 第2次超級機器人大戰Z 再世篇（米蓮·吉納斯）

2013年
- 幻獸姬（巴力西卜）
- 超時空要塞30 連繫銀河的歌聲（日语：マクロス30 銀河を繋ぐ歌声）（米蓮·吉納斯）

2014年
- 第3次超級機器人大戰Z 時獄篇／天獄篇（2014～2015，米蓮·吉納斯）2作品

2015年
- 星光閃耀（日语：STELLA GLOW）（安娜塔西亞）

2016年
- 問答RPG 魔法使與黑貓維茲（米蓮·吉納斯[27]）
- 碧藍幻想（艾莉西亞[28]）
- 超時空要塞Δ 緊急出擊（日语：マクロスΔスクランブル）（米蓮·吉納斯[29]）

2018年
- 銀魂亂舞（日輪）[注 4]

2020年
- 言靈戰士（日语：共闘ことばRPG コトダマン）（卷町操）

2022年
- 寶可夢明耀之星（日语：ポケモンメザスタ） 雙重連擊2彈（竹蘭）

2023年
- 魔界戰記7（フヨウ、シュガー、スパイス）
- 役づくりパズル ゆめいろユラム（ノエラ）

2025年
- ファントム・ブレイブ 幽霊船団と消えた英雄（メイフェア[30]、アサギ[31]）

### 廣播劇CD
- 偶像大師 XENOGLOSSIA 原聲廣播劇vol.1－vol.3（三浦梓）
- 侍魂 斬紅郎無雙劍 原聲音樂改編曲（莉姆露露（日语：リムルル））
- 魔法禁書目錄II ARCHIVES3（去澤葵）
- 乃木坂春香的秘密 有聲劇場（七城那奈瀨）[注 5]
- 平成時間飛船（日语：平成タイムボカン） vol.3（／）
- 浪客劍心（神谷薰）
- 出雲傳奇（日语：八雲立つ） 音盤物語（布椎寧子）
- 扮妝俏佳人（日语：ネバギバ!）（水無瀨樹梨）
- 我喜～歡聲優2 來Kiss吧！（艾莉莎）
- MIND SCREEN ～HEAVEN～（高瀨千鶴美）

### 外語配音

#### 演員
Angelababy
- 太極1從零開始（陳玉娘）
- 太極2英雄崛起（陳玉娘）
- 狄仁傑之神都龍王（銀睿姬）

#### 電影
- 愛情招生處（英语：Admission (film)）（波西亞·內森〈蒂娜·菲〉）
- 終點之城（英语：The City of Your Final Destination）（亞頓蘭登〈夏洛特·甘斯柏格〉）
- 寒戰（陳雪兒〈馬伊琍〉）
- 天將雄師（安息國女王〈蘿莉·佩斯特〉）
- 決戰紫禁之巔（飛鳳公主〈趙薇〉）
- 豁出去清單（英语：The F**k-It List）（克里斯汀·布萊克摩爾〈娜塔莉·澤亞（英语：Natalie Zea）〉）
- 龍門飛甲（素慧容〈范曉萱〉）
- 惡靈入侵（英语：Intruders (2011 film)）（露易莎〈琵拉·羅佩茲·德·阿亞拉（英语：Pilar López de Ayala）〉）
- 風雨雙流星（月兒〈玉玲瓏〉）※BD版。
- 圖書奇俠（伊娃·貝爾德上校〈麗貝卡·羅梅恩〉）
- 唯舞獨尊（英语：Make It Happen (film)）（卡門〈朱莉莎·貝爾穆德斯（英语：Julissa Bermudez）〉）
- 西遊記之大鬧天宮（嫦娥梁〈梁詠琪〉）
- 逆轉王牌（麗貝卡·沙弗蘭〈傑瑪·阿特登〉）※Presidio（日语：プレシディオ）/Happinet版。
- 智取威虎山（馬青蓮〈余男〉）
- 情慾三重奏（英语：Third Person (film)）（朱莉亞·韋斯〈蜜拉·庫妮絲〉）
- 太空吸血鬼（英语：Vampirella (film)）（梵蓓娜／艾拉〈塔麗薩·索托〉）
- 超完美社區（英语：Vivarium (film)）（傑瑪〈伊莫珍·波茨〉）
- 狼溪（克里斯蒂·厄爾〈凱斯蒂·莫拉希（英语：Kestie Morassi）〉）

#### 電視影集
- AJ與皇后（英语：AJ and the Queen）（貝絲·巴恩斯·比格爾〈珍·考克斯基〉）
- 星際大爭霸（沙麗娜〈珍·西摩爾〉）
- 大物（張世珍〈李水京〉[1]）
- 急診室的春天 (第15季)（莉莉〈夏儂·麥克萊摩〉）
- 歡樂合唱團（泰莉·舒斯特（英语：Terri Schuester）〈傑薩琳·吉爾西格（英语：Jessalyn Gilsig）〉）
- 哈莉與法律 (第2季)（布麗安娜·馬許〈傑薩琳·吉爾西格〉）
- 我的愛情治癒記（黑蝴蝶會會長婦人〈沈恩珍〉）※東京電視台版。
- 整容室（達芙妮·彭德爾〈傑米·雷·紐曼（英语：Jaime Ray Newman）〉）
- 太平公主秘史
- 唐宫燕（上官婉兒〈陳秀麗〉）
- 殺手十三 (第2季)（貝蒂·巴諾夫斯基〈羅克珊·梅斯基達〉）

#### 動畫
- 歷險小恐龍4：迷霧之旅（英语：The Land Before Time IV: Journey Through the Mists）（艾莉〈朱莉安娜·漢森〉）
- 叢林之王（英语：Tarzan (2013 film)）（艾麗絲·格雷斯托克〈傑米·雷·紐曼（英语：Jaime Ray Newman）〉）
- 魯賓遜漂流記（翠鳥琪琪）
- 狼行者（摩爾·邁克蒂爾〈瑪麗亞·多伊爾·肯尼迪（英语：Maria Doyle Kennedy）〉）

### 廣告
- 超級機器人大戰D（米蓮·吉納斯）[注 6]

### 電視劇
- 無賴刑事純情派（日语：はぐれ刑事純情派）（第5系列）（朝日電視台、1992年8月19日）－大崎真由美[注 7]
- 月曜PREMIUM8（日语：月曜プレミア8）（東京電視台）
  - 再雇用警察官（日语：再雇用警察官）5（2023年3月13日）
  - 警視庁追跡捜査係-交錯-（日语：警視庁追跡捜査係#テレビドラマ）（2023年8月7日） - 喫茶店店主 役
- めんつゆひとり飯2（日语：めんつゆひとり飯#テレビドラマ） 4話（BS松竹東急、2024年10月23日） - A子 役（聲音出演）
- レプリカ 元妻の復讐（日语：レプリカ 元妻の復讐#テレビドラマ） 1話（東京電視台、2025年7月7日） - 葵の母 役（聲音出演）

### 廣播節目
TBS廣播
- 動畫列車 ～銀河網路～（日语：アニメExpress〜ギャラクシー・ネットワーク〜）（1995年4月－1997年9月）
  - 超時空要塞世代（日语：マクロス・ジェネレーション）（卡納利·明美）
- 櫻井智的南瓜許願
- 去年來年（日语：ゆく年くる年 (民間放送AMラジオ)）（1996年）

其它電台
- 櫻井智的TOMO（朋友）電台（大阪電台）
- 天外魔境 無國籍食堂（日本電台）
- MARIVE MAGICAL PASSAGE（BAY-FM，1997年4月－2000年左右，負責週四）
- 櫻桃公主（日语：CHERRY PRINCESS）（FM富士（日语：エフエム富士） 等）

### 其它
- 超時空要塞7『米蓮虛擬口袋』德間書店（米蓮·吉納斯）[注 8]
- WEEKEND JOY（NHK BS2，作為綜合主持人露面演出）
- 有聲劇場「武裝中學生（日语：武装中学生）」（高津真理子）
- 橙路廣播劇版（川圓）
- 心跳時計（百里梓〈大姐姐〉）
- 晚餐萬歲（日语：夕食ばんざい）（富士電視台）
- 火燄大對抗（日语：ウッチャンナンチャンのウリナリ!!） 聲優部（日本電視台）
- 廣播劇「雙女主角」（貝蒂）[注 9]
- Quiz！腦貝爾SHOW（日语：クイズ!脳ベルSHOW）（BS富士，2020年8月17、18日）
- X年後の関係者たち（日语：X年後の関係者たち）（BS-TBS、2022年10月11日）
- 昼めし旅（日语：昼めし旅）（テレビ東京、2022年11月15日、2023年2月14日、5月16日、6月6日）
- 劇団岸野組「がんばれ!ロボコップ」（2023年5月24日 - 28日、下北澤・本多劇場）

## 音樂作品
檸檬天使的活動請參照「檸檬天使 (偶像團體)」，Sabrina的活動請參照「誕生 ～Debut～」。

### 單曲
| 枚數                 | 發行日期       | 單曲名稱（日文名稱） | 規格編號     | oricon 最高排名 |
| 日本古倫美亞         | 日本古倫美亞   | 日本古倫美亞         | 日本古倫美亞 | 日本古倫美亞    |
| -------------------- | -------------- | -------------------- | ------------ | --------------- |
| 非賣品               | 1993年         |                      | GSS-1161-NP  | －              |
| Victor Entertainment |                |                      |              |                 |
| 1st                  | 1995年7月24日  | BABY,BABY            | VIDL-10685   | 第93名          |
| 2nd                  | 1995年11月1日  |                      | VIDL-10709   | ？              |
| Pony Canyon          |                |                      |              |                 |
| 3rd                  | 1997年10月17日 | Chase Your Dream！   | PCDA-01011   | ？              |
| 4th                  | 1998年9月18日  |                      | PCDG-00100   | ？              |
| NEC Interchannel     |                |                      |              |                 |
| 5th                  | 1999年7月23日  |                      | NEDA-10005   | ？              |
| 6th                  | 1999年7月23日  |                      | NEDA-10006   | ？              |

### 專輯
| 枚數                 | 發行日期             | 專輯名稱（日文名稱）            | 規格編號             | oricon 最高排名      |
| Victor Entertainment | Victor Entertainment | Victor Entertainment            | Victor Entertainment | Victor Entertainment |
| -------------------- | -------------------- | ------------------------------- | -------------------- | -------------------- |
| 企劃                 | 1995年5月3日         | Mylene Jenius sings Lynn Minmay | VICL-576             | 第9名                |
| 1st                  | 1995年9月21日        | T-mode                          | VICL-687             | ？                   |
| Pony Canyon          |                      |                                 |                      |                      |
| 自翻唱               | 1996年3月21日        | L.A.Early TOMO sakurai          | PCCG-00352           | ？                   |
| Victor Entertainment |                      |                                 |                      |                      |
| 2nd                  | 1996年4月23日        | Cherry                          | VICL-762             | ？                   |
| Pony Canyon          |                      |                                 |                      |                      |
| 3rd                  | 1998年7月17日        | OVERLAP                         | PCCG-00460           | ？                   |
| 4th                  | 1998年10月21日       | 12的旋律（12の旋律）                    | PCCG-00470           | ？                   |
| 5th                  | 1999年8月4日         | Summer Holidays                 | PCCG-00502           | ？                   |
| Cosmic★Gate          |                      |                                 |                      |                      |
| 6th                  | 2011年8月24日        | 謝謝（ありがとう）                        | XNCG-10022           | ？                   |

| 枚數                 | 發行日期       | 專輯名稱（日文名稱）                              | 規格編號   | oricon 最高排名 |
| 先鋒LDC              | 先鋒LDC        | 先鋒LDC                                           | 先鋒LDC    | 先鋒LDC         |
| -------------------- | -------------- | ------------------------------------------------- | ---------- | --------------- |
| 1st                  | 1996年2月21日  | ACTRESS                                           | PICA-1090  | ？              |
| Victor Entertainment |                |                                                   |            |                 |
| 2nd                  | 1997年1月22日  | 櫻井智的朋友電台 on CD ～Valentine SPECIAL～ （桜井智のTOMOだちラジオ on CD ～Valentine SPECIAL～） | VICL-23122 | ？              |
| 先鋒LDC              |                |                                                   |            |                 |
| 3rd                  | 1997年2月26日  | ACTRESS II                                        | PICA-1130  | ？              |
| Pony Canyon          |                |                                                   |            |                 |
| 4th                  | 1997年4月18日  | 櫻井智的「有抱負的配音員」特別CD （桜井智の「ひたすら声優志願」スペシャルCD）             | PCCA-01103 | ？              |
| 先鋒LDC              |                |                                                   |            |                 |
| 5th                  | 1997年11月26日 | Cherry Christmas ～聖誕奇幻時光～ （Cherry Christmas ～クリスマス·ファンタジー·アワー～）            | PICA-1154  | ？              |
| 6th                  | 1998年3月11日  | Actress "Jitterbug"                               | PICA-1161  | ？              |

| 枚數      | 發行日期      | 專輯名稱（日文名稱）          | 規格編號   | oricon 最高排名 |
| WEA Japan | WEA Japan     | WEA Japan                     | WEA Japan  | WEA Japan       |
| --------- | ------------- | ----------------------------- | ---------- | --------------- |
| 1st       | 1999年2月24日 | Can-D ～Musical Selection～   | WPC7-10018 | ？              |
| 先鋒LDC   |               |                               |            |                 |
| 2nd       | 2000年3月21日 | ACTRESS series Best Selection | PICA-1206  | ？              |

| 發行日期 | 專輯名稱（日文名稱）  | 規格編號  | 收錄歌曲    | 備註                           |
| -------- | --------------------- | --------- | ----------- | ------------------------------ |
| 1995年   | 櫻井智 未發表曲集（桜井智 未発表曲集） | CUTE-0001 | 1. 「約束」 | 僅在活動（情人節援助）中出售。 |

### LIVE影像
| 發行日期       | 影像名稱（日文名稱）               | 規格編號   |
| -------------- | ---------------------------------- | ---------- |
| 1999年11月17日 | TOMO NATSU'99 SUMMER SPECIAL STAGE |            |
| 2000年4月25日  | 櫻井智 Christmas Fantasy Live 1999 | BIBE-1220  |
| 2012年3月28日  | 櫻井智出道25週年紀念“謝謝”（櫻井智デビュー25周年記念ライブ“ありがとう”）     | XNCG-12010 |

### 商業搭配
| 樂曲               | 商業搭配                                       | 年份   |
| ------------------ | ---------------------------------------------- | ------ |
|                    | 「愛媛縣大洲市 大洲青年自然之家」形象歌曲      | 1993年 |
| BABY,BABY          | 廣播節目《動畫Express ～銀河網路～》片尾主題曲 | 1995年 |
|                    | 廣播劇《橙路Original》片尾主題曲               | 1995年 |
| Rainy Park         | 廣播劇《橙路Original》形象歌曲                 | 1995年 |
| Chase Your Dream！ | '97Inter TEC形象歌曲                           | 1997年 |
|                    | 電視動畫《麗佳★公主》片頭主題曲                | 1999年 |
|                    | 電視動畫《麗佳★公主》片尾主題曲                | 1999年 |

### 角色歌曲
| 發行日期 | 標題                                                                            | 名義                                      | 曲名              | 備註                                     |
| 1995年   | 1995年                                                                          | 1995年                                    | 1995年            | 1995年                                   |
| -------- | ------------------------------------------------------------------------------- | ----------------------------------------- | ----------------- | ---------------------------------------- |
| 12月10日 | 「」                                                                            | 羽丘芽美（櫻井智）                        | 「」 「」         | 電視動畫《怪盜Saint Tail》形象歌曲       |
| 1997年   |                                                                                 |                                           |                   |                                          |
| 3月21日  | 超時空要塞 數位任務 VF-X 原聲音樂                                               | MILKY DOLLS                               | 「Only You」      | 遊戲《超時空要塞 數位任務 VF-X》相關歌曲 |
| 3月21日  | 超時空要塞 數位任務 VF-X 原聲音樂                                               | MILKY DOLLS                               | 「」              | 遊戲《超時空要塞 數位任務 VF-X》相關歌曲 |
| 7月21日  | 浪客劍心 單曲系列 Vol.1「Ice Blue Eyes」                                        | 卷町操（櫻井智）                          | 「Ice Blue Eyes」 | 電視動畫《浪客劍心》相關歌曲             |
| 11月21日 | Friends ～穿越時空～                                                            | 林明美（飯島真理）、米蓮·吉納斯（櫻井智） | 「」              | 「超時空要塞系列」相關歌曲               |
| 2007年   |                                                                                 |                                           |                   |                                          |
| 10月10日 | 偶像大師 XENOGLOSSIA 角色專輯 Vol.2「熱唱！巨大（SUNRISE）機器人動畫歌曲 暴風」 | 三浦梓（櫻井智）                          | 「」              | 電視動畫《偶像大師 XENOGLOSSIA》相關歌曲 |
| 2010年   |                                                                                 |                                           |                   |                                          |
| 12月1日  | 只有神的角色CD.蠟筆 飛鳥空 starring 櫻井智                                      | 飛鳥空（櫻井智）                          | 「」              | 電視動畫《只有神知道的世界》劇中插入歌   |
| 12月1日  | 只有神的角色CD.蠟筆 飛鳥空 starring 櫻井智                                      | 飛鳥空（櫻井智）                          | 「」              | 電視動畫《只有神知道的世界》片尾主題曲   |

## 寫真集
- STAGE（NEWTYPE CV BOOK）（1996年2月，角川書店，攝影：平賀正明）ISBN 4048511122
- （1996年7月，竹書房，攝影：塚田和德）ISBN 4812401917
- （1999年3月，TIS，攝影：平賀正明）ISBN 4886181937
- RIPPLE（2000年4月，音樂專科社（日语：音楽専科社），攝影：武藤義）ISBN 4872790375
- スクールライフ（2025年3月、秋田書店、撮影：ICHI）デジタル写真集

## 其它

### 交換卡片
- （未來蜂歌留多商會）[32]

## 腳註

## 外部連結
- feathered 個人資料頁面 （日語）
- 櫻井智的X（前Twitter） （日語）
- 櫻井智的Instagram帳戶 （日語）
- YouTube上的櫻井智頻道 （日語）
- 櫻井智 （页面存档备份，存于） （日語）－allcinema（日语：allcinema）